# بوئینگ مدل ۱
بوئینگ مدل ۱ (به انگلیسی: Boeing Model 1) یک هواپیمای آب‌نشین ساختِ بوئینگ در کشور ایالات متحده آمریکا است. این هواپیما در ۱۵ ژوئن ۱۹۱۶ میلادی نخستین پرواز خود را انجام داد.